# Haruspex lineolatus
Haruspex lineolatus là một loài bọ cánh cứng trong họ Cerambycidae.